# 1999–2000-es négysánc-verseny
A 1999–2000-es négysánc-verseny, az 1999–2000-es síugró-világkupa részeként került megrendezésre, melyet hagyományosan Oberstdorfban, Garmisch-Partenkirchenben (Németország), valamint Innsbruckban és Bischofshofenben (Ausztria) tartottak 1999. december 29. és 2000. január 6. között.
A torna győztese az osztrák Andreas Widhölzl lett, megelőzve a finn Janne Ahonent és a német Martin Schmittet.

## Eredmények
| Dátum              | Helyszín               | Sánc                             | Győztes          | Második            | Harmadik         |
| ------------------ | ---------------------- | -------------------------------- | ---------------- | ------------------ | ---------------- |
| 1999. december 29. | Oberstdorf             | Schattenbergschanze K-115        | Martin Schmitt   | Andreas Goldberger | Andreas Widhölzl |
| 2000. január 1.    | Garmisch-Partenkirchen | Große Olympiaschanze K-115       | Andreas Widhölzl | Harada Masahiko    | Janne Ahonen     |
| 2000. január 3.    | Innsbruck              | Bergiselschanze K-110            | Andreas Widhölzl | Martin Schmitt     | Janne Ahonen     |
| 2000. január 6.    | Bischofshofen          | Paul-Ausserleitner-Schanze K-120 | Andreas Widhölzl | Janne Ahonen       | Martin Schmitt   |

## Végeredmény
Összetett végeredmény
| Helyezés | Név                | Pontok |
| -------- | ------------------ | ------ |
| 1        | Andreas Widhölzl   | 987.8  |
| 2        | Janne Ahonen       | 963.5  |
| 3        | Martin Schmitt     | 960.5  |
| 4        | Sven Hannawald     | 953.0  |
| 5        | Andreas Goldberger | 930.9  |
| 6        | Harada Masahiko    | 902.9  |
| 7        | Mijahira Hideharu  | 896.6  |
| 8        | Lasse Ottesen      | 883.8  |
| 9        | Ville Kantee       | 882.4  |
| 10       | Jani Soininen      | 870.8  |